# Marjam Mirzahani
Marjam Mirzahani (perzijsko مریم میرزاخانی, amerikanizirano Maryam Mirzakhani), iranska matematičarka in akademičarka, * 3. maj 1977, Teheran, Iran, † 15. julij 2017, Združene države Amerike.
Že zgodaj je pokazala nadarjenost za matematiko in je kot najstnica osvojila dve zlati medalji na Mednarodni matematični olimpijadi (1994 in 1995). Po diplomi v domovini je odšla študirat na Univerzo Harvard v ZDA, kjer je doktorirala leta 2004. Nato je delovala kot raziskovalka na Univerzi Princeton, leta 2008 pa je postala profesorica na Univerzi Stanford.
Področja njenega raziskovanja so bila med drugim hiperbolična geometrija in dinamični sistemi. Prispevala je več pomembnih teoretskih odkritij. Za odkritja na področju dinamike in geometrije Riemannovih ploskev ter njihovih prostorov modulov je leta 2014 prejela Fieldsovo medaljo, kot prva ženska in prva Iranka v zgodovini podeljevanja tega najprestižnejšega priznanja v matematiki.
Umrla je v 41. letu starosti za rakom dojke.